# Culicoides holcus
Culicoides holcus är en tvåvingeart som beskrevs av Lee 1980. Culicoides holcus ingår i släktet Culicoides och familjen svidknott. Inga underarter finns listade i Catalogue of Life.